# Luke Locates the Loot
Luke Locates the Loot er en amerikansk stumfilm fra 1916.

## Medvirkende
- Harold Lloyd som Luke
- Bebe Daniels
- Snub Pollard
- Billy Fay
- Fred C. Newmeyer